# Хеленджешть
Хеленджешть, Хеленджешті (рум. Hălăngești) — село у повіті Горж в Румунії. Входить до складу комуни Денчулешть.
Село розташоване на відстані 188 км на захід від Бухареста, 48 км на південний схід від Тиргу-Жіу, 49 км на північ від Крайови.

## Населення
За даними перепису населення 2002 року у селі проживали 435 осіб, усі — румуни. Усі жителі села рідною мовою назвали румунську.